# Ukrainische Kulturberichte
«Ukrainische Kulturberichte» — інформаційно-наукове видання Українського наукового інституту в Берліні у 1933 — 1940 роках за редакцією З. Кузелі і М. Масюкевича.
Журнал містив інформації про працю Інституту та інших українських наукових установ, про стан українознавства, науку і культуру в підрадянській Україні.